# اوبرهاین
اوبرهاین (به آلمانی: Oberhain) یک شهر در آلمان است که در زارفلد-رودلشتات واقع شده‌است. اوبرهاین ۷۷۷ نفر جمعیت دارد.